# Liste der Universitäten in den Philippinen
Dies ist eine Liste der Universitäten und Hochschulen auf den Philippinen.

## Staatliche Universitäten und Hochschulen
- Aklan State University
- Arellano University
- Bukidnon State University
- Bulacan State University
- Cagayan State University
- Cavite State University
- Central Mindanao University
- Central Philippine University
- Jose Rizal Memorial State University
- Leyte Normal University
- Mindanao State University
- Nueva Vizcaya State University
- Palawan State University
- Pangasinan State University
- Philippine Normal University
- Polytechnic University of the Philippines
- Romblon State University
- Southern Leyte State University
- Surigao del Sur State University
- Tarlac State University
- University of Antique
- University of Northern Philippines
- University of Southeastern Philippines
- Universität der Philippinen
- University of the Visayas
- Universität der Stadt Manila
- Visayas State University
- West Visayas State University
- Western Philippines University

## Private Universitäten und Hochschulen
- Far Eastern University
- José Rizal University
- University of Luzon
- University of Mindanao
- University of the East

## Konfessionelle Universitäten und Hochschulen
- Ateneo de Davao University
- Ateneo de Manila University
- Ateneo de Naga University
- Ateneo de Zamboanga University
- Colegio de San Juan de Letran
- Holy Trinity University
- Päpstliche und Königliche Universität des heiligen Thomas von Aquin in Manila
- Saint Mary’s University
- Silliman University
- Universität von San Carlos
- Universität De La Salle
- Xavier University – Ateneo de Cagayan